# شرکت مسئولیت محدود در آلمان
در آلمان به شرکت‌های خصوصی با مسئولیت محدود، که دست‌کم با سرمایه ۲۵٬۰۰۰ یورو ایجاد می‌شوند GmbH گفته می‌شود. دولت آلمان برای رونق دادن بازار چند سال پیش قانونی تصویب کرد تا بتوان با سرمایه اولیه ۱ یورو نیز شرکت با مسئولیت محدود مبتدی راه اندازی کرد. شرکت‌های با مسئولیت محدود تا رقم سقفی سرمایه اولیه مسئول هستند. به همین خاطر در خیلی قراردادها طلبکاران ضمانت‌های گسترده‌تری از جمله سند ملک تقاضا می‌کنند.
عبارت GmbH که پس از نام شرکت نوشته می‌شود بیانگر این است که این شرکت یک شرکت با مسئولیت محدود می‌باشد. GmbH در واقع حروف اول عبارت Gesellschaft mit beschränkter Haftung است که به معنی شرکت با مسئولیت محدود است. در این نوع از شرکت‌ها رسماً باید دو شریک وجود داشته‌ باشد (یک‌نفره هم امکان دارد) و ممکن است متعلق به یک شرکت سهامی‌عام باشد. مانند Mapna EUROPE GmbH.

## شرکت با مسئولیت محدود
شرکت با مسئولیت محدود شرکتی است که بین دو یا چند نفر برای امور تجارتی تشکیل شده و هریک از شرکاء بدون اینکه سرمایه به سهام یا قطعات سهام تقسیم شده باشد فقط تا میزان سرمایه خود در شرکت مسئول قروض و تعهدات شرکت است (م ۹۴ ق. ت) در اسم شرکت باید عبارت (با مسئولیت محدود) قید شود و همچنین اسم شرکت نباید متضمن نام هیچ‌یک از شرکاء باشد و الا شریکی که اسم او در اسم شرکت قید شده و در مقابل اشخاص ثالث حکم شریک ضامن را در شرکت تضامنی خواهد داشت (م ۹۵ ق. ت).